# تشارلز بلغريف
السير تشارلز دالريمبل بلغريف (9 ديسمبر 1894 - 28 فبراير 1969) مواطن بريطاني ومستشار لحكام البحرين من عام 1926 حتى عام 1957 بصفته كبير المسئولين أو المستشار. عمل في البداية مع حمد بن عيسى آل خليفة ثم مع ابنه سلمان.

## النشأة
تلقى بلغريف تعليمه في مدرسة بيدفورد وكلية لينكولن بجامعة أوكسفورد. خلال الحرب العالمية الأولى خدم في سلاح الجمل الإمبراطوري في السودان ومصر وفلسطين. في عام 1915 كان عضوا في بعثة دارفور حيث حصل على وسام ومشبك السودان. بعد الحرب أعير إلى الحكومة المصرية للمساعدة في إدارة المناطق الحدودية في واحة سيوة. كان موظف إداري في إقليم تنجانيقا من 1924 إلى 1925.

## مستشار البحرين
في بداية عقد 1920 كان البريطانيون في البحرين معنيين بتأمين الاستقرار السياسي في الجزيرة. في عام 1923 عزل عيسى بن علي آل خليفة البالغ من العمر 80 سنة وتم تسليم السلطة لابنه وولي عهده حمد لتنفيذ سلسلة من الإصلاحات الإدارية. أصبح واضحا وجود مسؤول دائم لضمان استمرارية تنفيذ الإصلاحات. وافق حمد على تعيين مستشار شخصي يعينه نفسه وليس من قبل الحكومة البريطانية الذي سيساعده على تحديث الدولة.
لم يكن هناك مرشحون متاحون بسهولة مما دعا حمد إلى نشر إعلان في صحيفة ذي تايمز في أغسطس 1925 حسب التالي:
تقدم عدد غير معروف للحصول على الوظيفة وبعد إجراء مقابلات التوظيف تم تعيين بلغريف براتب سنوي قدره 720 جنيه إسترليني الذي كان كافيا لزواجه. بعد الحرب أعير إلى الحكومة المصرية للمساعدة في إدارة المناطق الحدودية في واحة سيوة. في وقت تعيينه كان في إجازة بعد عامين من الخدمة في مستعمرة تنجانيقا. أجاد التحدث والكتابة باللغة العربية من خلال انتسابه لمدرسة الدراسات الشرقية والإفريقية في لندن ووصل إلى البحرين في مارس 1926 وبقي هناك حتى عام 1957.
في البحرين كان يشار إليه بلقب المستشار. بالنسبة إلى عائلته وأصدقائه فكان يعرف باسم «كارول».

## الإنجازات التي تحققت في البحرين
من انجازات بلغريف في البحرين إنشاء نظام المحاكم المدنية والجنائية وتأسيس الشرطة وتدريبهم تدريبا جيدا وإتاحة التعليم النظامي العام للجميع على نطاق واسع وسلطات بلدية ودعم سياسي للتنقيب عن النفط. الجهد الكبير الذي بذله بلغريف في البحث عن النفط هو الذي جعل البحرين هي أول دولة في الخليج العربي تكتشف النفط في عام 1932.
فهم بلغريف أهمية التجارة وكان القوة الدافعة وراء إنشاء «باب البحرين» (بوابة البحرين) وهو مدخل منطقة السوق المجاورة لأرصفة إنزال المراكب الشراعية (حاليا كل الأراضي مستصلحة). بلغريف ذو شخصية معروفة وشعبية على نطاق واسع ويشاهد غالبا راكبا حصانه مرتديا قبعة زائرا للأسواق وأماكن التجمع العامة للاستماع إلى وجهات نظر وتطلعات البحرينيين. مكتبه يعتبر مقر نظام الحكم والقضاء في البحرين.

## اضطرابات عقد 1950
تمت الدعوة إلى إضراب عام لشعب البحرين في مارس 1956 لعزل بلغريف كمستشار وإجباره على مغادرة البلاد. أثناء الإضراب التي أشارت تقديرات إلى أنه شمل 30 ألف شخص منهم 9 آلاف من عمال شركة النفط حيث تم الإبلاغ عن مقتل 11 شخص على الاقل في أعمال شغب يوم 11 مارس بعد نشوب خلاف في سوق الخضار. بدأت أعمال الشغب في مصفاة النفط في البحرين. قبل بضعة أيام من اندلاع أعمال شغب تعرضت سيارة سلوين لويد وزير الخارجية البريطاني لهجوم بالحجارة وهتف المهاجمين «فلتسقط بلغريف!». اضطر المواطنين البريطانيين على البقاء في منازلهم طلبا للسلامة. نتيجة لذلك تم تخفيض سلطات بلغريف بشكل كبير على الرغم من أن سلمان رفض عزله تماما. كما سمح سلمان بإنشاء أول حزب سياسي قانوني وهو هيئة الاتحاد الوطني وهي خطوة نحو انتخابات ديمقراطية. انخفض عدد القتلى في وقت لاحق إلى 5. بعض المسؤولين الأميركيين قالوا إن هذا كان مثال آخر على محاولة البريطانيين على التمسك باستعمارهم. بدأت الانتفاضة من خلال جهود الرئيس المصري جمال عبد الناصر الذي قام بتمويل الهيئة سرا بسبب خلافه مع البريطانيين والقوى الغربية الأخرى على رأسهم إسرائيل. الاتحاد السوفيتي استفاد من التوترات الناجمة عن هذه الاضطرابات لزيادة الانتقادات ضد القوى الغربية بريطانيا وفرنسا والولايات المتحدة لتوريد الأسلحة إلى حكومة ناصر.

## الرحيل عن البحرين
بلغريف المستشار الاقتصادي في البلاد لمدة ثلاثين عاما رحل عن البحرين في غضون ستة أشهر بعد احتجاجات لتقليص سلطاته. في ديسمبر 1956 سجن خمسة من أعضاء هيئة الاتحاد الوطني حيث وجدوا مذنبين بمحاولة اسقاط النظام الملكي وقتل جميع أفراد عائلة آل خليفة وقتل بلغريف.
أكبر فائدة على المدى الطويل للبلاد خلال فترة بلغريف كان قيام زوجته مارجوري بتأسيس مدارس نظامية للبنات. ومع ذلك هذا القرار تسبب في توترات مع بعض التقليديين.
وفقا لمؤلفي كتاب «التذكر الانتقائي» فيليب ل. كول ومارا كوزيلسكي ونحمان بن يهودا فإن بلغريف كان «أول غربي يستخدم ويدعوا إلى اسم»الخليج العربي «لأول مرة في مجلة صوت البحرين في عام 1955».

## روابط خارجية
- تشارلز بلغريف على موقع مونزينجر (الألمانية)